# Мексика на зимних Олимпийских играх 2014
Мексика принимала участие в зимних Олимпийских играх 2014, которые проходили в Сочи, Россия с 7-го по 23-е февраля 2014 года. Делегация была представлена одним спортсменом — горнолыжником Хубертус фон Хохенлохе, который участвовал в своих шестых зимних Олимпийских играх в карьере.

## Состав и результаты олимпийской сборной Мексики

### Горнолыжный спорт
Спортсменов — 1
В соответствии с квотами FIS, опубликованными 30 декабря 2013, Мексика квалифицировала на Олимпиаду одного атлета.
Мужчины
| Соревнование | Спортсмены             | 1 спуск | 1 спуск | 2 спуск              | 2 спуск              | Всего                | Место                |
| Соревнование | Спортсмены             | Время   | Место   | Время                | Место                | Всего                | Место                |
| ------------ | ---------------------- | ------- | ------- | -------------------- | -------------------- | -------------------- | -------------------- |
| Слалом       | Хубертус фон Хохенлохе | DNF     | DNF     | Завершил выступление | Завершил выступление | Завершил выступление | Завершил выступление |